# 下国師季
下国 師季（しもぐに もろすえ、生没年不詳）は、室町時代の武将。蝦夷地の豪族。安東八郎師季のち茂別下国式部師季と称した。安東家政の孫で父の名は不詳。正室は蠣崎季広の娘と伝えられる。
『新羅之記録』によれば、祖父家政は茂別館主・下国守護として安東氏宗家支配下の蝦夷3守護の一人とされているが、実態は家政あるいは一族の安東定季が一人守護として統括していたとする見解も出されている。
1562年（永禄5年）のアイヌ蜂起により茂別館を失い、松前に逃れ出家し、清観と名乗る。系譜類によると嫡子の重季と折り合いが悪くセタナイに移住した。
師季の死後、家督を継いだ重季には特に事績は伝わっていない。重季の死後は重季の弟の孫である慶季が家督を継ぎ、松前藩家老（寄合席）となった（下国氏）。